# Меркулов, Александр Фёдорович
Александр Фёдорович Меркулов (род. 3 января 1953) — российский политический деятель. Депутат Государственной Думы второго созыва (1995—1999). С января 2003 года возглавляет Отделение ПФР по Воронежской области.

## Биография
Родился 3 января 1953 года. Окончил Воронежский энергетический техникум, Высшую Комсомольскую школу при ЦК ВЛКСМ, Воронежский сельскохозяйственный институт.
С 1977 года на комсомольской работе — второй, первый секретарь Каширского РК ВЛКСМ; секретарь Воронежского обкома ВЛКСМ. Затем — председатель колхоза, II секретарь РК КПСС, председатель районного агропромышленного объединения (1984—1991), генеральный директор АООТ «Воскозавод» в г. Острогожске.
Депутат Воронежской областной думы первого созыва.

### Депутат Государственной думы
Избирался депутатом Государственной думы второго созыва по Павловскому избирательному округу N76 (17 декабря 1995 — 7 февраля 1997), выдвинут избирательным объединением «Коммунистическая партия Российской Федерации», заместитель председателя Комитета по туризму и спорту. Сложил полномочия в связи с поступлением на госслужбу.
Первый заместитель главы администрации Воронежской области (1997—2001); с января 2003 года возглавляет Отделение ПФР по Воронежской области.